# 蒲察明秀
蒲察明秀（1207年—1233年），字明秀，金朝女性人物，鄜州帅蒲察讷申之女，完颜长乐之妻。
金哀宗迁居归德府，以完颜长乐为总领，率兵扈从。完颜长乐将行，对蒲察明秀说：“没有他言，夫人不要让自己受辱。”蒲察明秀说：“夫君致身事奉圣上，无以妾身为念。妾必不辱。”完颜长乐一子年幼，是出妻柴氏所生，蒲察明秀抚育如己出。崔立之变，驱赶从官的妻儿到尚书省中，一一亲自查看。蒲察明秀听说，把幼子托付给婢女仆人，还给他们金币，亲自准备衣棺祭品，与家人诀别：“崔立不道，强占他人妻女，兵在城下，我无处可逃，只有一死不负我夫。你等只要善养幼子。”于是自缢而死，神色欣然，不像以死为难之人。时年二十七岁。